# Radoši
 Ovo je glavno značenje pojma Radoši. Za druga značenja pogledajte Radoši (razdvojba).
Radoši su naseljeno mjesto u općini Tomislavgrad, Federacija Bosne i Hercegovine, BiH.
Ime Radoši dolazi od najčešćeg prezimena (Radoš) u selu poput mnogih sličnih slučajeva. 

## Stanovništvo

### 1991.
Nacionalni sastav stanovništva 1991. godine, bio je sljedeći:
ukupno: 201
- Hrvati - 201 (100%)

### 2013.
Nacionalni sastav stanovništva 2013. godine, bio je sljedeći:
ukupno: 111
- Hrvati - 111 (100%)